# 북기은상
북기은상기차(BAIC Motor) 또는 BAIC 자동차(BAIC Motor)는 중국의 자동차  국영기업인 베이징 자동차 그룹과 충칭 인샹 그룹의 합작회사다. 2018년 이후로는 켄보 트럭과 켄보 미니밴을 생산에서 제외하고 켄보 600(北汽幻速) 브랜드로 차량을 생산한다.
이 회사는 2020년 이후 북기자동차그룹으로 완전히 편입되었다.

## 한국내 판매 차량

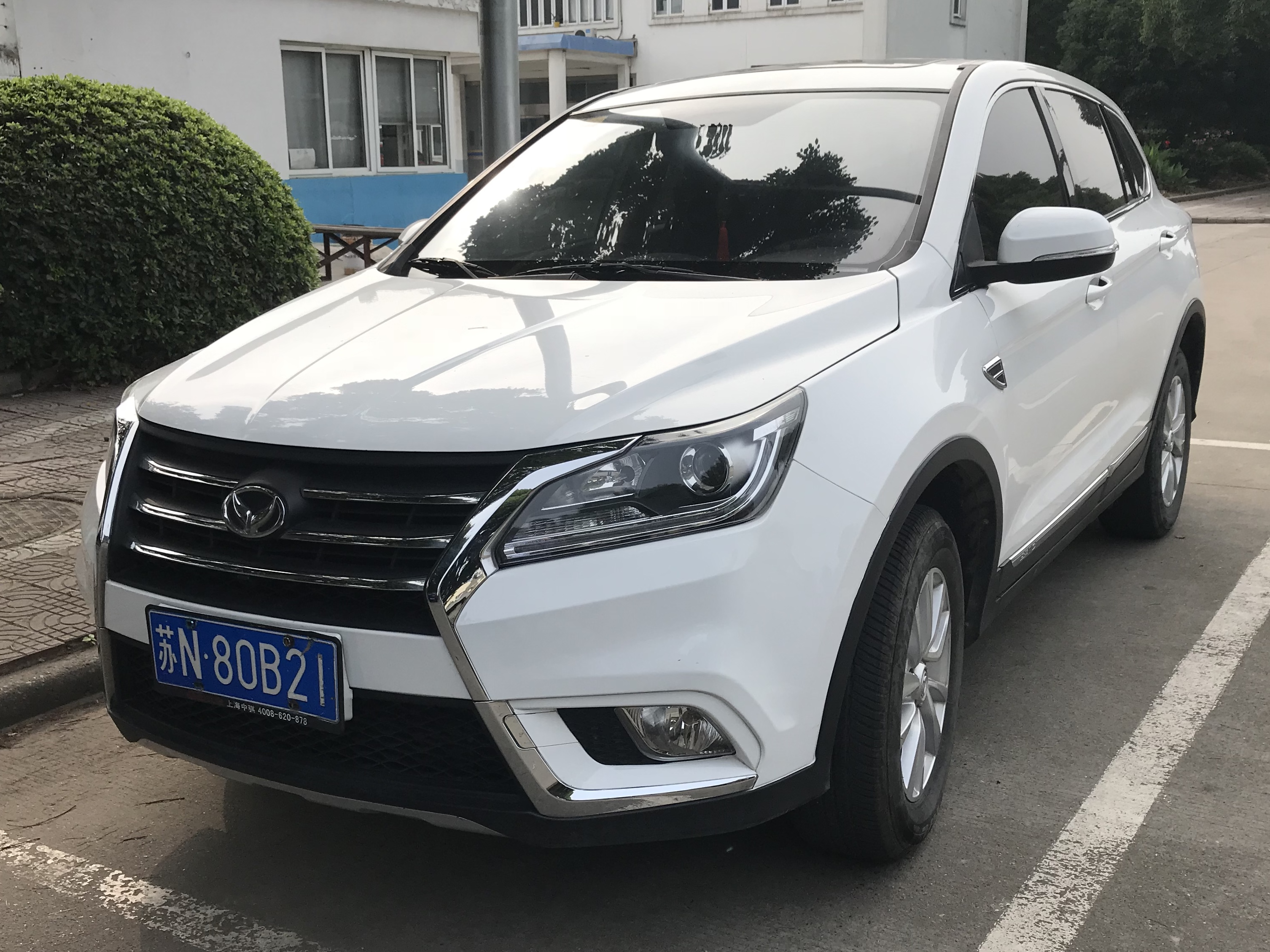
Huansu S6 (Kenbo 600)

2017년부터 2018년 사이 중한자동차가 수입하여 한국 내에서 판매했다.
- Kenbo 600 (중국명: 北汽幻速 S6, 영어명: Huansu S6)
- CK미니트럭
- CK미니밴